# جورج بومر
جورج بومر (بالإنجليزية: George Boomer)‏ هو رئيس تحرير صحيفة أمريكي، ولد في 1862، وتوفي في 1915.